# Rhodoxis hybrida
Rhodoxis hybrida är en enhjärtbladig växtart som beskrevs av Brian Frederick Mathew. Rhodoxis hybrida ingår i släktet Rhodoxis och familjen Hypoxidaceae.
Artens utbredningsområde är KwaZulu-Natal. Inga underarter finns listade i Catalogue of Life.